# MEWM
MEWM（ミューム）は、日本の6人組女性アイドルグループである。やよいがプロデューサーを務めるセルフプロデュースユニットである。旧称はやよいももこ。

## 概要
2020年4月19日、uijinに所属していたやよいとAlloyに所属していたももこによる2人組アイドルグループ「やよいももこ」を結成。同年7月19日、新宿BLAZEにて行われた「RE:やよいももこ☆安産記念パーティー」にてお披露目ライブを行った。2021年4月より、新メンバーを加えて「MEWM」として活動を開始した。

## 沿革

### 2020年
- 4月19日 - 「やよいももこ」を結成を発表[1]。
- 5月1日 - デビュー曲「ヒメガール」のミュージックビデオを公開した[4][5]。
- 5月30日 - お披露目ライブは東京・渋谷WOMBにて「やよいももこ☆安産パーティー」を行う予定だったが、新型コロナウイルスの感染拡大により延期[1][6]。
- 7月19日 - 延期になっていたお披露目ライブを「RE:やよいももこ☆安産記念パーティー」として新宿BLAZEで開催[7]。
- 7月23日 - アイドル甲子園 SUMMER FESTIVAL 2020に出演[8]
- 10月18日 - 大阪・Music Club JANUSにて「やよいももこ☆安産記念パーティーin大阪」を開催[9][10]。

### 2021年
- 4月17日 - 東京・SHIBUYA DESEOにて「「次回、やよいももこ！お楽しみに！」〜デュエルスタンバイ！〜」を開催。現体制が終了し「MEWM」に改名。「くれあ」、「かぐら」、「れいか」、「ぺこ」が加入した[11][12][13][14]。
- 4月25日 - 東京・白金高輪SELENEにて「「ま、まさかわたしが乙女戦士に！？」〜奇跡も、魔法も、あるんだよ〜」を開催[15]。MEWMとしての活動をスタート。

## メンバー
| 氏名   | 出身     | 誕生日         | カラー | 備考                                               |
| ------ | -------- | -------------- | ------ | -------------------------------------------------- |
| ももこ | 栃木県   | 1998年11月24日 | 赤     | 加入前はAlloyに所属していた(脱退後にWILL-O'に改名) |
| くれあ | 神奈川県 | 1998年1月24日  | 白     | 加入前はメイビーMEに所属していた                   |
| れいか | 神奈川県 | 1998年6月15日  | 緑     | 加入前はSKIRMISHに所属していた                     |
| みおり |          | 5月22日        | 水色   |                                                    |

### 旧メンバー
| 氏名   | 出身   | 誕生日   | カラー | 活動期間                               | 備考                                                                                        |
| ------ | ------ | -------- | ------ | -------------------------------------- | ------------------------------------------------------------------------------------------- |
| やよい | 高知県 | 6月22日  | 青     | 初期 - 2024年4月30日（メンバーとして） | 加入前はuijinに所属していた(後に活動再開)。卒業後もプロデューサーとして運営に関与している。 |
| ぺこ   | 大阪府 | 9月13日  | ピンク | 初期 - 2024年4月30日                   |                                                                                             |
| かぐら | 東京都 | 10月13日 | 紫     | 初期 - 2024年11月17日                  | 加入前はShinto!に所属していた。生年非公表だがメンバー最年少。                               |
| あのん |        | 12月4日  | ピンク | 2024年5月15日 - 2025年7月25日          | 加入前は超電波バスターズ・JILLASTEDに所属していた。                                         |

## ライブ

### ワンマン
| 公演名                                                             | 開催日         | 会場                   | 備考             |
| ------------------------------------------------------------------ | -------------- | ---------------------- | ---------------- |
| RE:やよいももこ☆安産記念パーティー                                 | 2020年7月19日  | 東京・新宿BLAZE        | お披露目ライブ   |
| RE:やよいももこ☆安産記念パーティー2                                | 2020年7月19日  | 東京・新宿BLAZE        |                  |
| 世界を救え！真夏のメタモルフォーゼ！                               | 2020年8月8日   | 東京・新宿BLAZE        |                  |
| バーチャルsummer2020                                               | 2020年8月24日  | -                      | オンラインライブ |
| 520                                                                | 2020年8月31日  | -                      | オンラインライブ |
| TOKIMEKI NIGHT vol.1                                               | 2020年9月19日  | -                      | オンラインライブ |
| TOKIMEKI NIGHT vol.2                                               | 2020年9月28日  | -                      | オンラインライブ |
| やよいももこ☆安産記念パーティーin大阪                              | 2020年10月18日 | 大坂・Music Club JANUS |                  |
| ビュームシェア                                                     | 2020年12月18日 | 東京・Flowers Loft     |                  |
| kotoyoro!!～2021～                                                 | 2021年1月5日   | 東京・新宿MARZ         |                  |
| 「次回、やよいももこ！お楽しみに！」〜デュエルスタンバイ！〜       | 2021年4月17日  | 東京・SHIBUYA DESEO    |                  |
| 「ま、まさかわたしが乙女戦士に！？」〜奇跡も、魔法も、あるんだよ〜 | 2021年4月25日  | 東京・白金高輪SELENE   |                  |

### イベント

#### 2020年
7月23日 - アイドル甲子園 SUMMER FESTIVAL 2020